# صرع لوب گیجگاهی
صرع لوب گیجگاهی یا صرع لوب تمپورال (به انگلیسی: Temporal lobe epilepsy (TLE)) یک اختلال مزمن دستگاه عصبی است که با تشنج‌های کانونی مکرر و غیرقابل تحریک مشخص می‌شود که از لوب گیجگاهی مغز منشأ گرفته و حدود یک یا دو دقیقه نیز طول می‌کشد. این نوع صرع شایع‌ترین شکل صرع با تشنج کانونی می‌باشد. تشنج کانونی در لوب گیجگاهی ممکن است به نواحی دیگر مغز نیز سرایت کند، در صورت این سرایت به تشنج کانونی دو طرفه تبدیل خواهد شد.
صرع لوب گیجگاهی معمولاً در دوران کودکی یا نوجوانی تشخیص داده می‌شود. این نوع صرع با بررسی پیشینه پزشکی، آزمایش خون و تصویربرداری مغزی و… تشخیص داده می‌شود. این بیماری می‌تواند دلایل مختلفی مانند آسیب به سر، سکته مغزی، عفونت‌های مغزی، ضایعات ساختاری در مغز یا تومورهای مغزی داشته‌باشد، یا می‌تواند دلایل ناشناخته دیگری نیز داشته‌باشد. نخستین خط درمان از طریق داروهای ضد تشنج است. جراحی مغز هم ممکن است یک گزینه محتمل برای درمان باشد، به‌ویژه زمانی که یک ناهنجاری قابل مشاهده در مغز وجود دارد. یکی دیگر از گزینه‌های درمانی، تحریک الکتریکی مغز از طریق یک دستگاه کاشته‌شده به نام محرک عصب واگ(VNS) است.
افراد مبتلا به صرع لوب گیجگاهی ممکن است تشنج‌های جزئی ساده‌ای داشته‌باشند که فقط لوب گیجگاهی را تحت تأثیر قرار می‌دهد، یا تشنج‌های جزئی پیچیده‌ای که به نواحی دیگر مغز نیز سرایت می‌کند. در طول تشنج‌های جزئی ساده، برخی افراد هوشیار می‌مانند. بسته به نواحی تحت تأثیر مغز، افراد مبتلا به صرع لوب گیجگاهی ممکن است مشکلات قفسه سینه، حالت تَهَوُّع، احساسات غیرقابل توضیح (مانند شادی یا ترس شدید و نگرانی) یا از دست دادن هوشیاری داشته باشند (به عنوان نمونه، خیره شدن یا رفتارهای تکراری مانند پلک زدن، تکان خوردن، قدم زدن، ریزش عرق، نگاه پیوسته به آسمان و غیره). همچنین ممکن است تشنج‌ها در حالت خواب باشند یا در بیداری تغییراتی در هوشیاری را موجب شود، احساسات یا توهمات عجیب داشته باشند و چیزهایی را ببینند، بشنوند، حس کنند، بو کنند یا بچشند که واقعی نیستند. برخی از مردم آئورا(علائم هشدار دهنده حمله قریب‌الوقوع) را گزارش می‌کنند که معمولاً به عنوان احساسات شدید «دژا-وو» توصیف می‌شود. آئوراها معمولاً مشابه تشنج کانونی هستند، اما برخی افراد قبل از هر تشنج علائمی مانند آئورا می‌بینند که می‌تواند به عنوان یک هشدار پیش از تشنج باشد.

## علائم و نشانه‌ها
هنگامی که تشنج در لوب گیجگاهی شروع می‌شود، اثرات آن به محل دقیق نقطه مبدأ، آن بستگی دارد. در سال ۱۹۸۱ میلادی، ILAE سه نوع تشنج را در صرع لوب گیجگاهی تشخیص داد. طبقه‌بندی مذکور بر اساس یافته‌های نوار مغزی بود. با این حال، از سال ۲۰۱۷ طبقه‌بندی کلی تشنج مورد تجدید نظر قرار گرفت. طبقه‌بندی جدیدتر از سه ویژگی کلیدی استفاده می‌کند: جایی که تشنج شروع می‌شود، سطح آگاهی در طول تشنج و سایر ویژگی‌ها.

### تشنج‌های کانونی

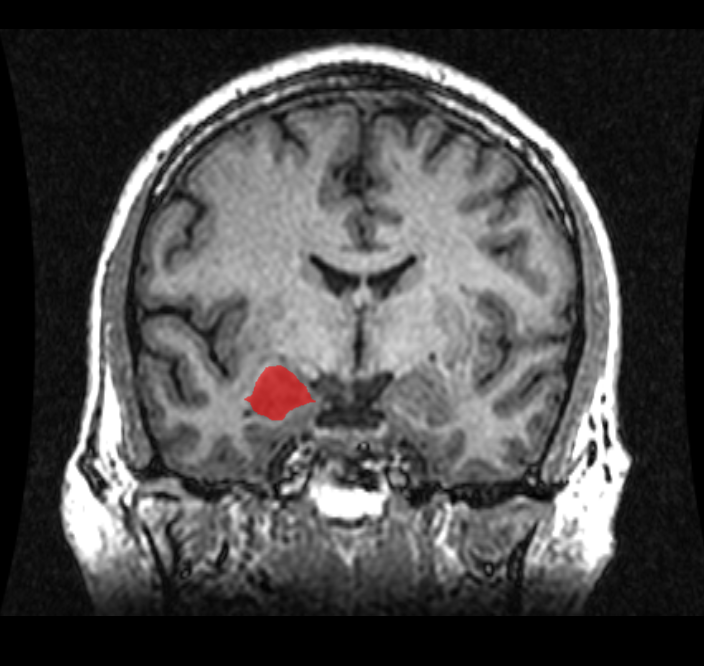
ام‌آرآی محل آمیگدال

تشنج‌های کانونی در لوب گیجگاهی نواحی کوچکی از لوب مانند آمیگدال و هیپوکامپ را درگیر می‌کنند.
طبقه‌بندی جدیدتر دو نوع تشنج با شروع کانونی را به‌عنوان آگاهی کانونی و اختلال آگاهی کانونی ارائه می‌کند.

#### آگاهی کانونی
آگاهی کانونی به این معنی است که سطح هوشیاری در طول تشنج تغییر نمی‌کند. در صرع لوب گیجگاهی، تشنج کانونی معمولاً فقط باعث ایجاد احساسات غیرطبیعی می‌شود.
این احساسات ممکن است شامل موارد زیر می‌باشد:
1. احساساتی مانند آشناپنداری (دژا-وو)، و ناآشناپنداری (ژامِی-وو)
2. فراموشی (یادزُدودگی) یک خاطره یا مجموعه‌ای از خاطرات
3. احساس ناگهانی ترس و اضطراب بی‌دلیل
4. حالت تهوع
5. توهمات شنوایی، بینایی، بویایی، چشایی، یا لامسه.
6. تحریف ویژوال مانند ماکروپسیا و میکروپسی
7. تفکیک یا مسخ واقعیت
8. حس‌آمیزی (تحریک یک حس تجربه شده در حس دوم) ممکن است رخ دهد.[۳]
9. احساسات ناخوشایند یا سرخوشی، ترس، خشم و سایر احساسات نیز ممکن است رخ دهد. اغلب، بیمار نمی‌تواند احساسات را توصیف کند.[۴]
10. توهمات بویایی اغلب برای بیماران فراتر از «خوشایند» یا «ناخوشایند» غیرقابل توصیف به نظر می‌رسند.[۴] گاه در برخی افراد در مورد بدبویی دهان، توهم بویایی پیش می‌آید. این توهم که معمولاً کوتاه‌مدت است و نشانه‌ای از صرع لوب گیجگاهی مغز است.[۵] البته بدبویی دهان در افراد دیگر (افراد سالم و غیر درگیر) نشانه‌ای از صرع لوب گیجگاهی نیست. و نباید نشانه‌های این بیماری به صورت انفرادی در افراد بررسی گردد.

تشنج‌های کانونی گاهی «آئورا» نامیده می‌شوند که به‌عنوان علامت هشدار دهنده تشنج بعدی می‌باشند. صرف نظر از این، آئورا در واقع خود یک تشنج است و چنین تشنج کانونی ممکن است به یک تشنج کانونی اختلال در هوشیاری تبدیل شود یا خیر. افرادی که فقط تشنج‌های کانونی آگاهانه را تجربه می‌کنند ممکن است تشخیص ندهند که چه کسی هستند و به دنبال مراقبت‌های پزشکی نباشند.

## شخصیت
سندرم نشانگان گشویند مجموعه‌ای از پدیده‌های رفتاری است که در برخی از افراد مبتلا به صرع لوب گیجگاهی مشاهده می‌شود. این علائم توسط نورمن گشویند متخصص عصب‌شناسی آمریکایی، گردآوری و مستند شده‌است، علائم مذکور عبارتند از: هیپرگرافیا (اشتیاق و علاقه شدید به نوشتن و سخن گفتن غیر معمول)، بیش‌دین‌گرایی (علایق شدید مذهبی یا علاقه به تشکیل دین جدید)، بی‌جنس‌گرایی (کاهش علاقه یا در برخی موارد افزایش شدید میل جنسی در ادوار مختلف زندگی)، حاشیه‌پردازی (نتیجه یک الگوی فکری غیر خطی). در مورد جزئیات بی ربط و پیش پا افتاده صحبت می‌کند). تغییرات شخصیت به‌طور کلی بر اساس نیمکره متفاوت است.

## تأثیرات افراد مبتلا به این نوع صرع در جوامع انسانی
صرع لوب گیجگاهی به عنوان یک توضیح و دلیل علمی برای تجارب وحیانی شخصیت‌های برجسته مذهبی مانند ابراهیم، عیسی، محمد، شناخته می‌شود.
در سال ۲۰۱۶ میلادی، یک آزمایش علمی موردی را هویدا ساخت که در آن یک بیمار مبتلا به صرع لوب گیجگاهی پس از تشنج لوب گیجگاهی، در حالی که تحت نظارت EEG(نوار مغزی) قرار می‌گرفت، رؤیایی از خدا و فرشتگان را تجربه کرد و دید، بیمار گزارش داد که خداوند او را به جهان فرستاده و برگزیده است تا «برای قوم اسرائیل رستگاری بیاورد!» و «جهانیان را به بهشت راهنمایی کند!» ارتباط ادعا شده بین این نوع صرع و دینداری الهام گرفته و مدعیان پیامبری [محمد، عیسی و...] از تحقیقات پروفسور مایکل پرسینگر و سایر محققان در زمینه نوروتئولوژی به دست آمده‌است.

## تشخیص

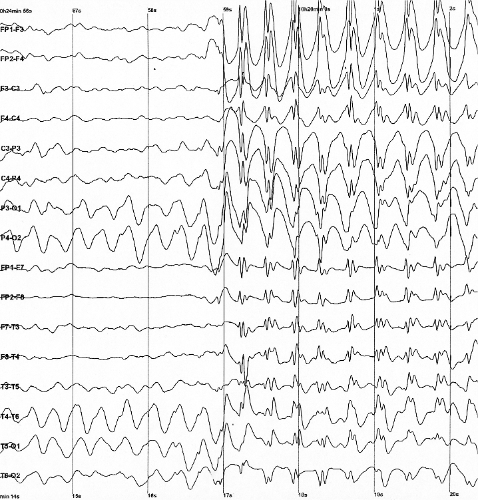
نوار مغزی برای تشخیص صرع

شیوه تشخیص صرع لوب گیجگاهی می‌تواند شامل روش‌های زیر باشد؛
1. سی‌تی اسکن
2. تصویرسازی تشدید مغناطیسی
3. نوار مغزی
4. برش‌نگاری با گسیل پوزیترون
5. مغناطیس‌نگاری‌مغزی یا مگنتوانسفالوگرافی[۱۲]

## درمان
بسیاری از داروهای خوراکی ضد تشنج برای مدیریت تشنج‌های لوب گیجگاهی در دسترس هستند. اکثر داروهای ضد تشنج با کاهش تحریک نورون‌ها عمل می‌کنند، به عنوان مثال، با مسدود کردن کانال‌های سدیم سریع یا کند یا با تعدیل کانال‌های کلسیم. یا با تقویت مهار نورون‌ها، به عنوان مثال با تقویت اثرات انتقال دهنده‌های عصبی بازدارنده مانند گاما آمینوبوتیریک اسید.
برای درمان این نوع صرع، بیشتر از داروهای ضد تشنج استفاده می‌شود، مانند؛ فنی‌توئین، کاربامازپین، پریمیدون، والپروات و فنوباربیتال. داروهای جدیدتر، مانند گاباپنتین، توپیرامات، لوتیراستام، لاموتریژین ، پرگابالین ، تیاگابین، لاکوزامید و زونیسامید اثربخشی مشابهی با عوارض جانبی احتمالاً کمتر دارند. فلبامات و ویگاباترین جدیدتر هستند، اما می‌توانند عوارض جانبی جدی داشته باشند، بنابراین به عنوان درمان‌های خط اول در نظر گرفته نمی‌شوند.